# 18663 Ліннта
18663 Ліннта (18663 Lynnta) — астероїд головного поясу, відкритий 20 березня 1998 року.
Тіссеранів параметр щодо Юпітера — 3,507.